# Nénette Pépin-Fitzpratick
Antoinette Paule Pépin-Fitzpatrick of Antonietta Paule Pepin Fitzpatrick (Saint-Pierre en Miquelon, 9 april 1908 - Buenos Aires, 14 november 1990), bijgenaamd Nenette, was een Franse componiste, pianiste en tekstschrijfster, echtgenote van de Argentijnse zanger-tekstschrijver Atahualpa Yupanqui (1908-1992). Zij ondertekende haar composities met de naam Pablo del Cerro. 
Zij is geboren op de eilandengroep Saint-Pierre en Miquelon, een Frans overzees gebiedsdeel aan de Atlantische kust van Canada. Afkomstig uit een kolonie van het Franse koloniale rijk was Nenette levenslang Frans staatsburger. Haar vader, Emmanuel Victor Pépin, was Frans, en haar moeder, Henriette Fitzpatrick, was een Canadees van Ierse afkomst. Van jongs af aan noemde haar familie haar liefkozend Nenette (afkorting van Antoinette). 
In haar kinderjaren, tijdens de Eerste Wereldoorlog, verhuisde zij met haar ouders en oudere zus Jeanne Henriette naar France métropolitaine. In 1926 beëindigde Jeanne haar middelbare schoolopleiding en vertrok met een dansgezelschap naar Buenos Aires.  Het was daar dat zij haar eerste echtgenoot ontmoette en in Argentinië bleef wonen. Toen Antonietta twee jaar later de middelbare school en het conservatorium in Caen had afgerond, nodigde Jeanne haar en haar vader (hij was weduwnaar geworden) uit om naar Argentinië te emigreren. Zij reisden in 1928 en vestigden zich in de stad Villa Ballester, in de buurt van Buenos Aires. Daar zette zij haar gevorderde pianostudies voort aan het Conservatorio Nacional de Música. Haar leraren compositie en harmonie waren Juan José Castro en Pascual de Rogatis. Zij studeerde ook bij de folkloristische onderzoekster Isabel Aretz.
Antonietta reisde regelmatig naar grote steden in Argentinië om op te treden als concertpianiste van klassieke muziek. In 1942 kwam zij aan in San Miguel de Tucumán, waar zij na een concert door de organisatoren werd meegenomen om te luisteren naar volksmuziek uit het noorden van Argentinië. Zo ontmoette zij de Argentijnse zanger-tekstschrijver Atahualpa Yupanqui, de zoon van een man uit Santiago de Compostella en een Baskische vrouw. Zij onderhielden een liefdesrelatie door middel van correspondentie, en vier jaar later (1946) begonnen zij samen te wonen.
Datzelfde jaar beviel zij van haar enige zoon, Roberto Koya Chavero. Nenette gaf haar carrière als pianiste op en stelde zich in dienst van het werk van haar echtgenoot. In de tijd van de vervolgingen waaraan Yupanqui werd onderworpen, wijdde zij zich met hem aan het componeren van liederen en aan de zorg voor haar zoon Roberto.
Zij was medeauteur van enkele van Yupanqui's bekendste liederen, die zij, gezien de machotraditie van die tijd, publiceerde onder het pseudoniem Pablo del Cerro. Zij koos dit pseudoniem wegens haar tweede naam (Paule) en wegens haar geliefde plaats, Cerro Colorado (in de provincie Córdoba). De melodieën van Luna tucumana, El arriero va, El alazán, Indiecito dormido, Chacarera de las piedras, Vidalita tucumana, Zamba del otoño, Guitarra dímelo tú, en zovele andere die vandaag de dag beroemd zijn in de wereld, werden geboren op de piano.
In 1961 - op 53-jarige leeftijd - keerde zij na een vakantie met zijn zoon Roberto (15) terug naar Frankrijk. Later, toen Yupanqui vaak naar het buitenland begon te reizen, vergezelde zij hem naar Parijs, waar zij op hem wachtte in een kleine flat die zij hadden gehuurd. 
Zij stierf aan een hartstilstand in Buenos Aires op 14 november 1990. Voor Yupanqui bracht de tragedie een pijnlijke echo: ook zijn vader was op 14 november gestorven. Zij wenste dat haar as in zee zou worden uitgestort, aan de kust van haar vaderland, Saint-Pierre en Miquelon, in de Noord-Atlantische Oceaan.
Hoewel zij een van de belangrijkste componisten van Argentinië is, heeft zij nooit afstand gedaan van haar Franse nationaliteit.
- Biblioteca Nacional de España: XX1631543
- Bibliothèque nationale de France: cb179086786 (data)
- International Standard Name Identifier: 0000 0001 0922 3049
- Library of Congress Control Number: no2001085868
- MusicBrainz: 4a08edf1-ce22-4eca-b532-5f1f1df5268d
- Nederlandse Thesaurus van Auteursnamen: 258301724
- Virtual International Authority File: 87369467
- WorldCat: E39PBJmP7bmhCDFWfp9BG6xCcP